# 優酪乳湯
優酪乳湯或特雷德湯是一種流行於前鄂圖曼帝國地區的湯品，通常包括核桃、大蒜、優格、芝麻醬等材料。是一種保加利亞傳統的湯品，通常以冷湯形式呈現，使用的食材包含保加利亞特有的一種優酪乳、小黃瓜、核桃、鹽巴、蒔蘿、大蒜、香料與植物油。通常人們會在夏天的時候食用它，但是因為它喝起來具有使人冷卻、涼快的效果，因此無論春夏秋冬都會有人製作，在每個保加利亞的餐廳也都嘗得到它的清爽滋味。有趣的是，幾乎沒有任何保加利亞人會說他們不喜歡喝特雷德湯，他們也會在家裡自行料理。
在巴爾幹地區，優酪乳湯是一道涼湯，主要在夏季使用，有時又用水或者冰進行冷卻。優酪乳湯可能起源於保加利亞。

## 詞源
Tarator 這個詞從古巴爾幹語到黎凡特語中皆有出現，並被認為是源自斯拉夫語，目前廣泛使用於保加利亞。

## 食譜

### 材料
最重要的就是保加利亞優酪乳(100g)，若買不到也可以使用一般市面上的優格；一條小黃瓜；葵花油(5g)；五至六瓣蒜片；核桃 (25g)；新鮮蒔蘿與鹽(根據個人喜好調整)。

### 作法
1. 以清水洗淨小黃瓜、蒔蘿，並將大蒜去皮剝成瓣狀。
2. 依照個人喜好口感將小黃瓜切成丁，或是磨碎。
3. 將大蒜磨碎或是切成小塊狀。
4. 將蒔蘿切碎。
5. 將切好的小黃瓜放入碗中，並加入大蒜與蒔蘿。
6. 依照個人喜好加入適量鹽巴。
7. 加入優格。
8. 將優格與所有食材均勻攪拌。
9. 加入適當的水微量稀釋至稠密的湯狀。
10. 加入少許的葵花油或橄欖油並均勻攪拌。
11. 放入冰箱，使其冷卻至少一個小時，達到冰鎮涼快效果。
12. 將核桃磨成細碎狀。
13. 將磨碎的核桃撒入碗中並均勻攪拌。
14. 完成特雷德湯！

## 地區差異
- 在保加利亞，特雷德湯是一種受歡迎的開胃菜，它同時也可以配著保加利亞沙拉（Shopska salad）當成配菜一起食用，通常他們也都會加入葵花油和橄欖油，但是核桃就不一定會加了，而大蒜和蒔蘿則是依照個人口味隨意增減，也可以完全不加。特雷德湯在保加利亞非常地受歡迎，甚至有一種沙拉裡面也加入了特雷德湯，叫做「白雪沙拉」(Snow White salad )（保加利亞語：Салата Снежанка），又稱做Dry Tarator。[6]
- 在阿爾巴尼亞，特雷德湯是夏天非常受歡迎的一道菜。它通常是冰冰涼涼的，並包含優格、大蒜、巴西利（香芹），小黃瓜，鹽和橄欖油。他們吃炸魷魚的時候也多會配著特雷德湯。
- 在希臘有一道很類似的菜叫Tzatziki。除了上面提過的所有材料之外，Tzatziki還會加入檸檬汁提味。[7]
- 伊朗也有一道相似的菜叫做ab-doogh-khiar，比較特別的是，它加了羅勒、韭菜、薄荷、黑胡椒和葡萄乾，有時候他們還會將麵包丁放入湯裡增加口感。
- 在塞普勒斯，τταλαττούρι比較不像一般保加利亞人做成湯的形式，反而多被拿來當成優格的蘸醬。它通常有小黃瓜、蒜末、少許橄欖油，最後再撒上一些奧勒岡葉當作裝飾。